# Mestre da Vida da Virgem
O Mestre da Vida da Virgem, em alemão, Meister des Marienlebens, (1463 — 1490), é o pseudônimo atribuído a um artista alemão do Gótico Tarddio, que trabalhava em Colônia.  É também conhecido como Master of Wilten ou Johann van Duyren, uma identificação não aceita universalmente.
Seu ateliê é identificado por suas obras, uma série de oito trabalhos que cenas convencionais da Vida da Virgem Maria, encomendadas para a Ursulakirche, em Colônia; setes deles estão na Antiga Pinacoteca, em Munique. Apenas uma está na Galeria Nacional, em Londres, junto com outros quatro painéis de um altar de Werden, em Essen, na Alemanha, cujo altar central parece ter se perdido.
Embora exista em suas obras uma nítida influência de pintores holandeses como Dirk Bouts e Rogier van der Weyden, sugere-se geralmente que ele deve ter recebido algum treinamento nos Países Baixos.
E mesmo que seu nome seja desconhecido, suas pinturas o tornaram o mais famoso pintor do Gótico Tardio da Escola de Colônia.

## Galeria

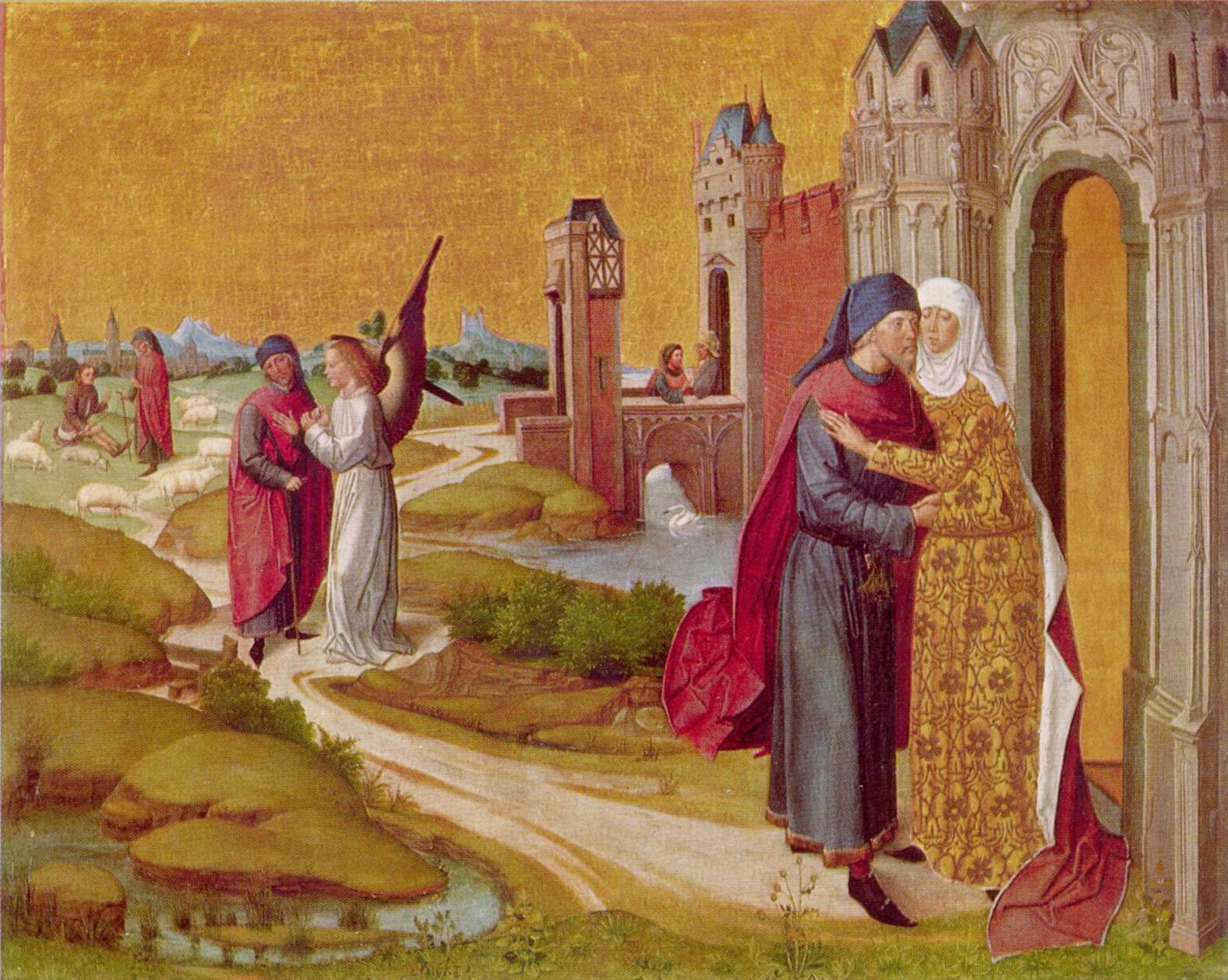
Joaquim e Ana se encontram na Porta Dourada
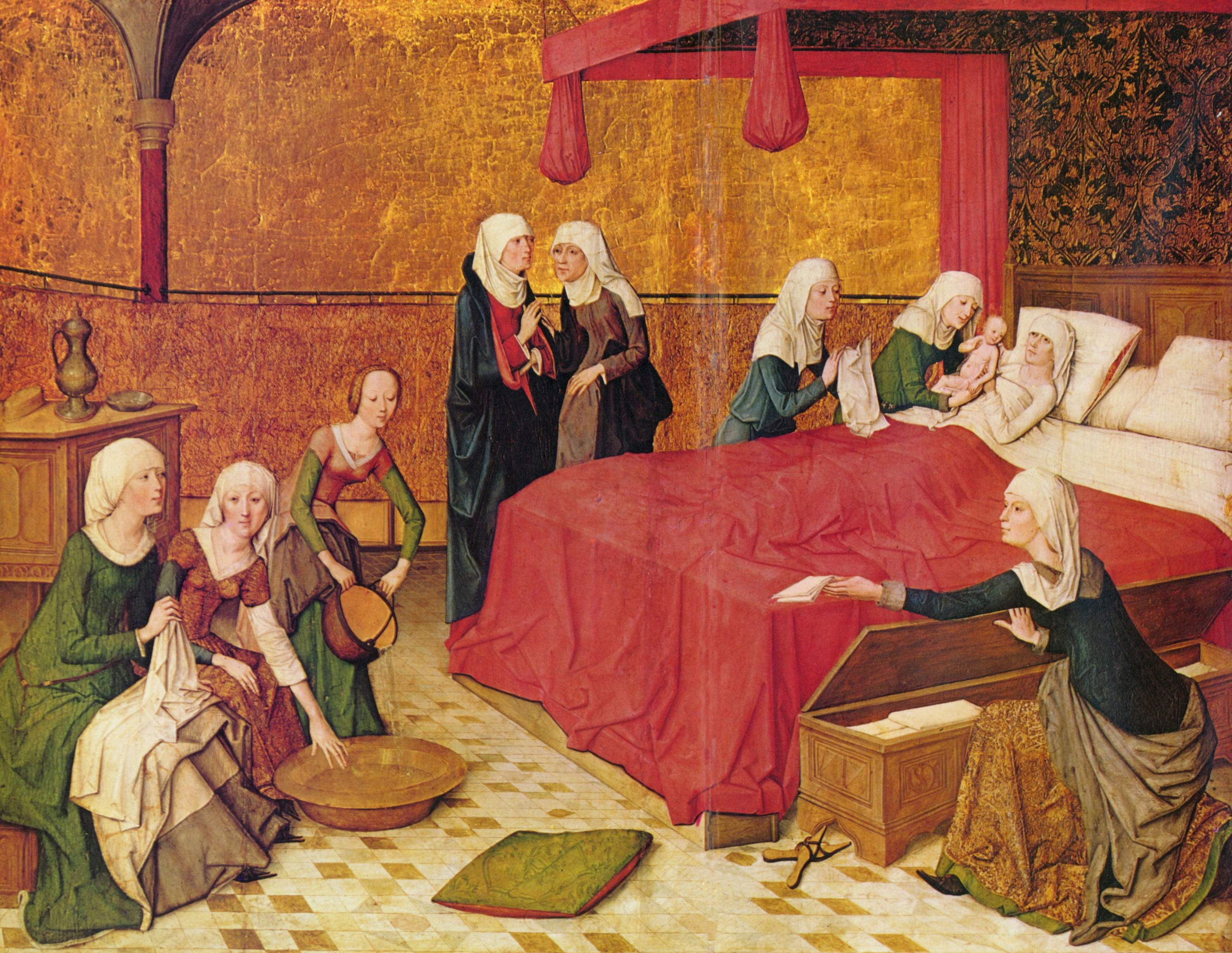
Natividade de Nossa Senhora
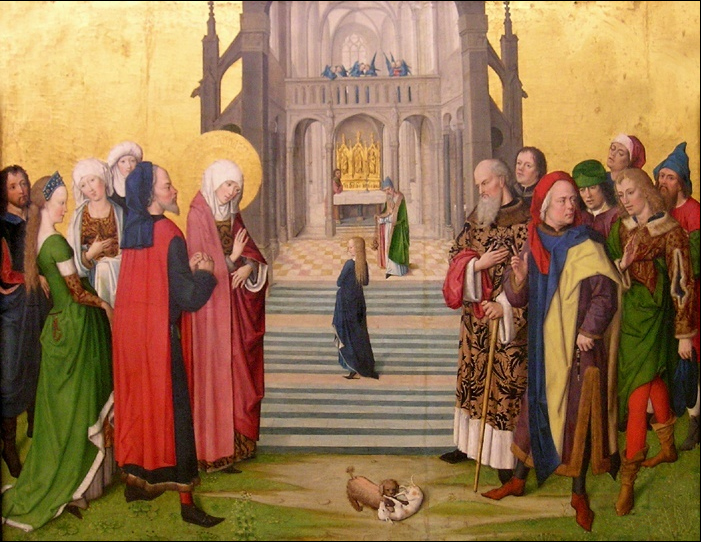
Apresentação de Nossa Senhora
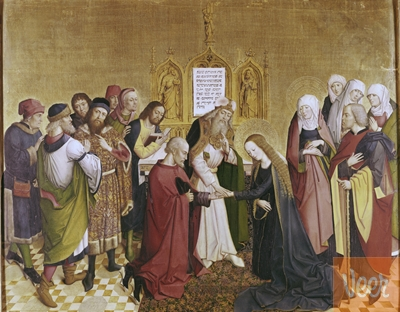
Casamento da Virgem
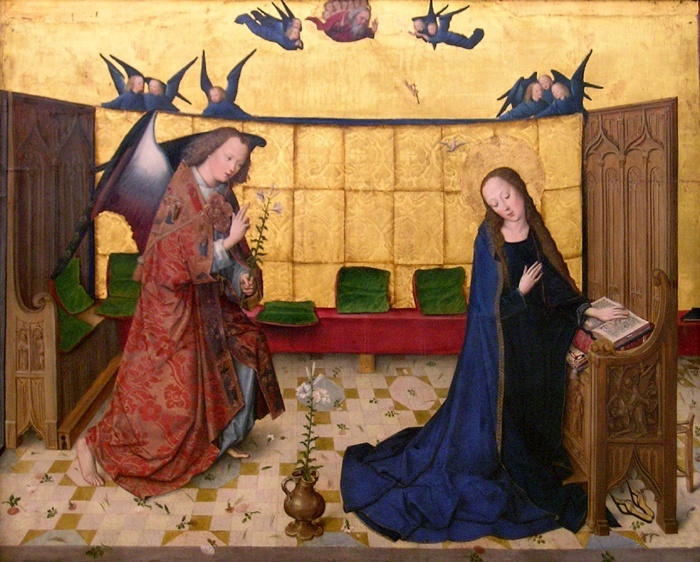
Anunciação
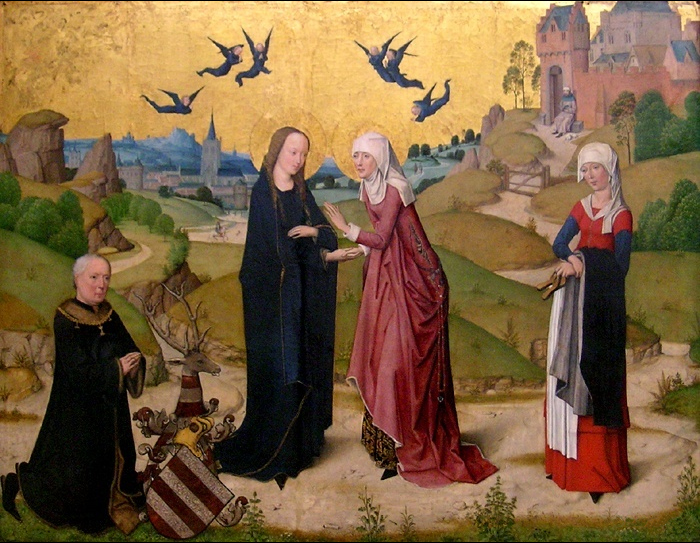
Visitação
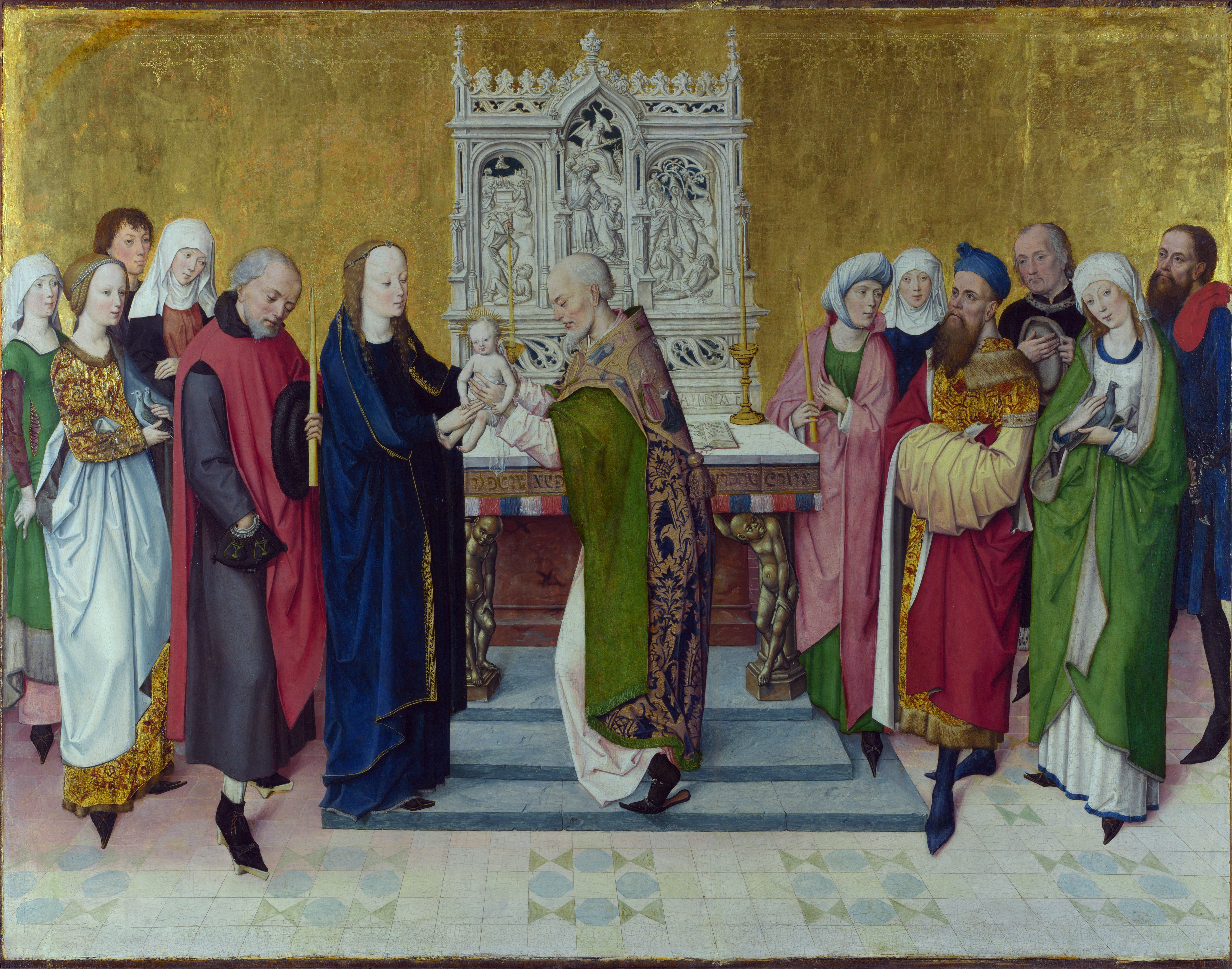
Apresentação de Jesus no Templo
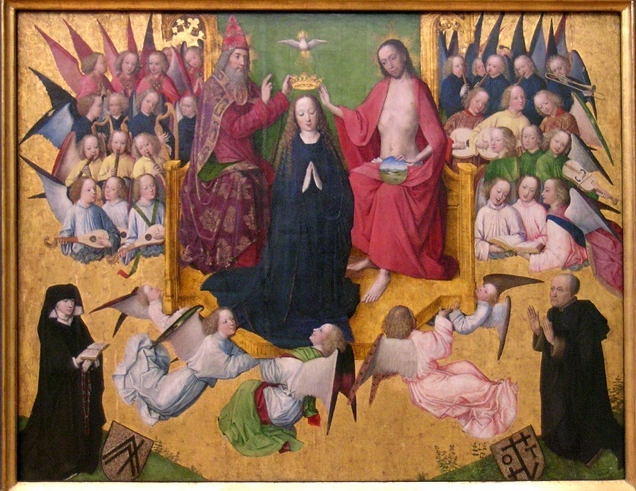
Coroação de Maria